# Ba-Ba-Banküberfall
Ba-Ba-Banküberfall — пісня австрійського поп-рок гурту Erste Allgemeine Verunsicherung 1985 року. Пісня також здобула світову відомість завдяки англомовній версії Ba-Ba-Bankrobbery.

## Створення
Пісня була написана та спродюсована спільно учасниками EAV, композицію написали всі учасники гурту, а текст пісні написав виключно Томас Шпіцер. Створення також відбувалося за підтримки Петера Мюллера.
Ba-Ba-Banküberfall вперше була випущена 25 червня 1985 року як частина Geld oder Leben! під лейблом EMI Columbia, п'ятого студійного альбому Erste Allgemeine Verunsicherung. 1 грудня 1985 року пісня була випущена як сингл з альбому, на 7-дюймових та 12-дюймових платівках з Es gwinnt a jeder …. на стороні Б.

## Зміст
За словами членів гурту, текст пісні заснований на реальних подіях: грабіжник увійшов до банку з іграшковим пістолетом і висунув вимогу: «Гроші або життя». Однак банківський службовець не хотів нічого віддавати, тож грабіжник пішов додому з порожніми руками, але залишив у банку свій гаманець із паспортом та адресником.

## Музичний відеокліп
Відео англійської версії пісні Ba-Ba-Bankrobbery, зняте ручною камерою протягом 1,5 години під час саундчеку в Штутгарті, було показано на телеканалі Sky Channel, який транслюється по всій Європі. Однак у Великій Британії ця версія отримала особливу відзнаку — титул «Найгірше відео тижня».

## Позиції в чартах
| Чарти | Найвища позиція | Тижні/місяці |
| ----- | --------------- | ------------ |
| DE    | 7               | 16 тиж.      |
| AUT   | 4               | 4 міс.       |
| UK    | 63              | 4 тиж.       |

| Чарти (1986) | Найвища позиція |
| ------------ | --------------- |
| DE           | 56              |
| AUT          | 13              |

## Вплив
Начальник Мюнхенського відділу кримінальних розслідувань Ґотфрід Ройс у кількох газетних інтерв'ю стверджував, що кількість пограбувань банків у Німеччині «стрімко» зросла завдяки цій пісні: «Я більше не можу чути цю пісню. Відколи пісня потрапила до чартів, кількість пограбувань банків стрімко зросла. Текст пісні, очевидно, знизив поріг стримування!» Як доказ він вказав на 33 пограбування банків, скоєні в Німеччині в першій половині 1986 року, порівняно з 31 пограбуванням за весь 1985 рік.